# Flywrench
Flywrench est un jeu vidéo d'action développé et édité par Messhof, sorti en 2015 sur Windows et Mac OS.
Il est cité dans Les 1001 jeux vidéo auxquels il faut avoir joué dans sa vie.

## Développement
Le jeu a bénéficié d'un financement participatif sur Kickstarter : le projet a récolté 5 070 $ de la part de 29 contributeurs pour 5 000 $ demandés.